# 臺灣反核遊行
臺灣反核遊行，是指在臺灣反核運動中，各地所舉行的各種遊行活動，主要訴求包含停止興建龍門核能發電廠、核廢料遷離蘭嶼等。

## 1980年代
- 1987年4月26日，新環境雜誌社等民間團體在貢寮鄉核四預定地舉行反對興建核四廠的遊行，約一千多人參加。
- 1988年3月6日成立「鹽寮反核自救會」，並在3月12日舉辦第一次反核示威活動，
- 1988年4月反核團體舉辦一連串反核活動，多名教授在台電公司門口靜坐禁食四十八小時，4月24日舉辦遊行，約有2000人參加。
- 1988年7月10日，萬里反核自救會舉行千人遊行活動。
- 1989年4月23日，反核團體舉辦遊行，約有2000人參加。

## 1990年代
- 1991年5月4日學生夜宿台電大樓，與警方發生肢體衝突，5月5日舉辦反核遊行，並由台北縣長尤清擔任台北縣總領隊，約有5000人參加，日本靜岡大學教授小村浩夫因參與了此次活動，而被警政署責令限期出境。
- 1991年10月3日，貢寮核四興建預定地，發生抗議者駕車衝撞造成保警意外殉職事故[1]。10月25日台灣環保聯盟為此發動反核遊行，並舉辦追思活動。
- 1992年2月20日，行政院通過核能四廠重新動工案，4月26日台灣環境保護聯盟舉辦「四二六反核大遊行」，約有2000～5000人參加。5月12日～6月3日，環盟在立院門口舉辦「反核四、飢餓24」接力靜坐禁食活動。7月，輻射鋼筋事件爆發。
- 1993年5月30日，「五三〇反核大遊行」，約有5000人參加，提出「撤銷核四計畫」、「杜絕輻射毒害」、「建立非核家園」三大主張。6月27日，環盟和貢寮民眾近千人上午到立法院門口靜坐，要求「全民票決，人民作主」。
- 1994年3月31日，由90餘個環保團體組成的「全國反核行動聯盟」成立。4月25日，「貢寮鄉反核環保促進會」成立。5月22日，貢寮鄉舉行「核四興建住民投票」。5月29日舉辦「五二九反核大遊行」，遊行人數將近三萬人，另有近700輛計程車加入。7月12日，立法院進行核四預算二、三讀，場外爆發警民衝突。
- 1994年後半～1995年初，反核團體發動罷免擁核立委，包括台北縣立委林志嘉、洪秀柱、詹裕仁、韓國瑜等4人及台北市立委魏鏞，但在連署期間，立法院修法提高罷免門檻，加上台北縣在罷免投票同一日辦理反核四全縣公投，因此引發多次反核、反對惡意修法、支持罷免及公投的遊行活動。11月27日北縣4名立委的罷免案及公投進行投票，僅獲得約2成的投票率，1995年1月2日北市立委的罷免案進行投票，投票更僅有8.62％，均未能達到投票門檻。
- 1995年9月3日，因應法國計畫在南太平洋恢復核子試爆，發起「九〇三國際反核大遊行」，訴求「反核電、反核武、要環保、要和平」，約萬餘人參與。
- 1996年3月17日，因應3月23日台北市核四公投，台灣反核行動聯盟發起「317搖滾反核大遊行」，並進行「一九九六社運團體反核大會師」。5月19日，北海岸環保分會發動近千人到核二廠抗議，並與警方對峙。6月8日，為抗議行政院提出核四覆議案，舉行「608廢核大遊行」。10月14日，因應核四覆議案將進行表決，貢寮鄉民在核四工區和警方對峙。
- 1997年9月21日，鹽寮反核自救會發起「921反核反登陸、海陸大圍堵」活動，動員106艘漁船，演練若核電機組海運到台灣時的海上封鎖行動。10月26日，1026反核大遊行，僅有約2000人參與。
- 1998年4月26日，反核遊行。
- 1999年3月28日，為了抗議原子能委員會核發核四廠執照，發起「三二八反核大遊行」，約2000～3000人參與。

## 2000年代
- 2000年5月13日，「二０００年全國反核大遊行」。11月12日，「非核家園 安居台灣」大遊行。
- 2001年2月24日，「二二四反核大遊行」「核四公投、人民做主」，將「公投」、「非核家園」等字眼以雷射光束投射在總統府的牆面上，凸顯遊行訴求，約3萬多人參與。
- 2002年11月30日，北海岸四鄉發起「一一二九促進全國核能安全大行動」，約3300人參與。
- 2011年3月20日，「我愛台灣、不要核災」，320遊行，約2000人參與。
- 2011年4月30日，430反核遊行，北中南東同步反核，約萬人參與。
- 2012年3月11日，311告別核電遊行[2]，分別在台北、台中、高雄三地走上街頭。

## 2013年

### 309廢核大遊行
309廢核大遊行，是2013年3月9日至10日，由台灣綠色公民行動聯盟等150個民間團體共同發起的反核遊行，活動口號為「終結核四，核電歸零」，參與總人數約22萬人，其中包含柯一正、吳念真、戴立忍、陶晶瑩、張震、伊能靜、于美人、阮經天、許瑋甯、蔡康永、黃韻玲、林美秀、鈕承澤、李烈、鄧安寧、葉天倫、瞿友寧、楊烈等上百位藝文界人士。
| 活動名稱                   | 時間         | 活動／集合地點       | 人數     |
| -------------------------- | ------------ | -------------------- | -------- |
| 北臺灣廢核大遊行暨凱道守夜 | 3月9日－10日 | 凱達格蘭大道         | 12萬人   |
| 中臺灣廢核大遊行           | 3月9日       | 台中市民廣場         | 3萬人    |
| 南臺灣廢核大遊行           | 3月9日       | 高雄市凹子底森林公園 | 7萬人    |
| 東臺灣廢核大遊行           | 3月9日       | 台東新生公園         | 2千人    |
| 合計                       |              |                      | 約22萬人 |

- 核電歸零
- 309終結核四遊行
- 核廢料太危險
- 309反核四遊行
- 呼籲罷免擁核四立委吳育昇

主訴求：
- 停止追加核四預算
- 停止核四裝填燃料
- 停止危險核電，
- 核一、二、三提前除役
- 核廢立即遷出蘭嶼，全面檢討核廢政策
- 政府落實「用電需求零成長」政策

東部場額外訴求：
- 核廢立刻遷出蘭嶼

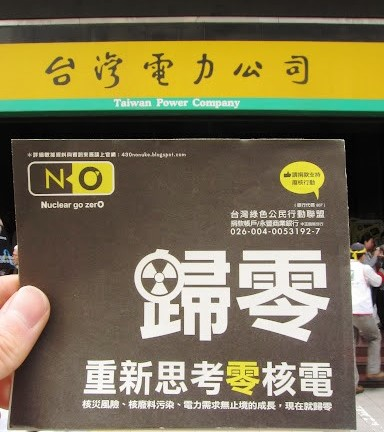
核電歸零
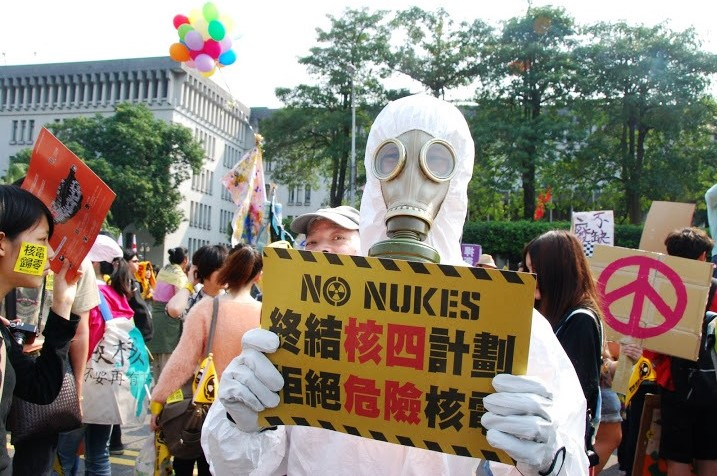
309終結核四遊行
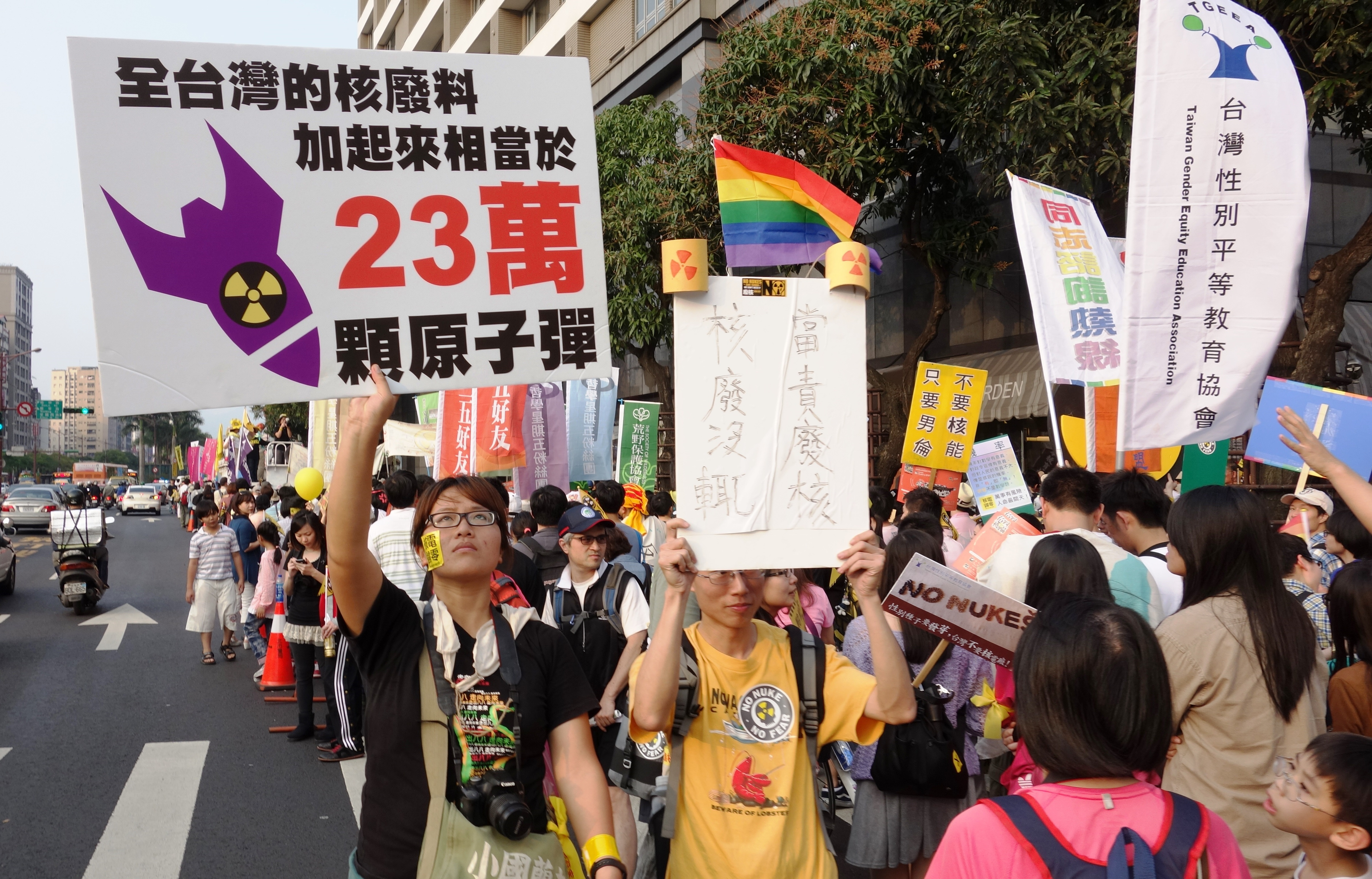
核廢料太危險
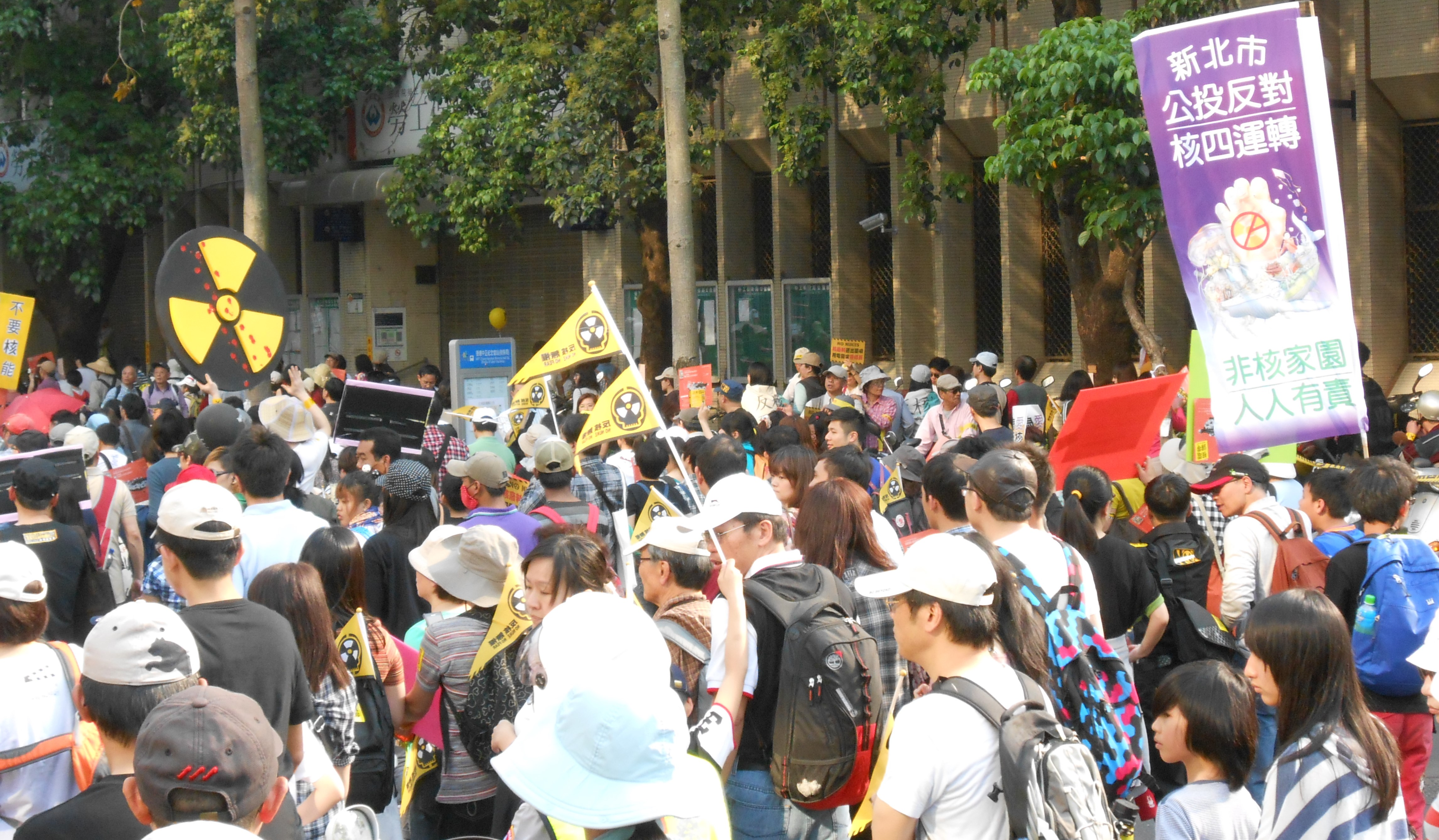
309反核四遊行
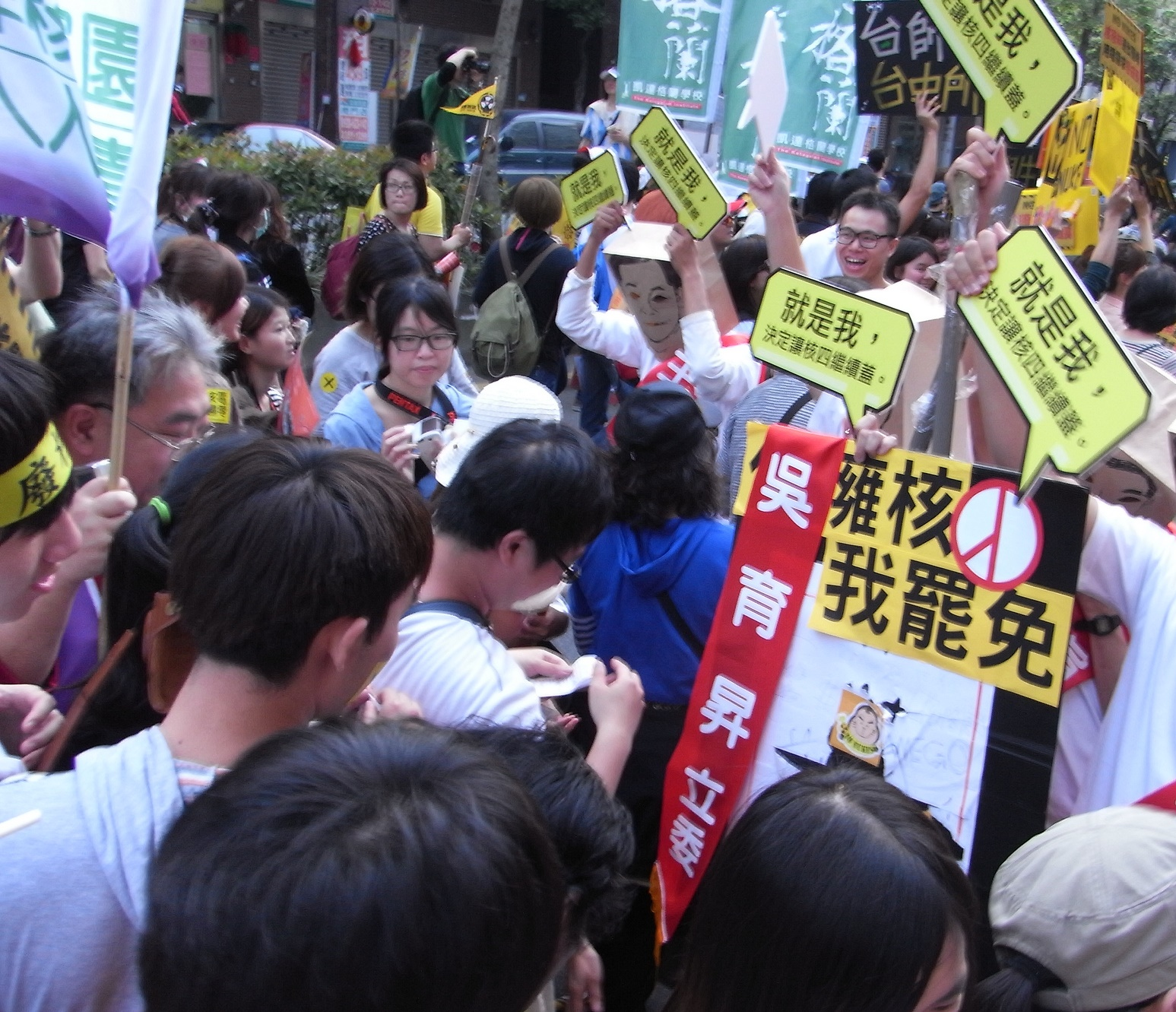
呼籲罷免擁核四立委吳育昇

- 拒絕核廢料進入台東，臺東縣政府應承擔起保護台東的責任
- 全面檢討核廢料處置政策，拒絕不公不義選址方式及荒謬不合理公投
- 核四停工，終結核電，沒有核電，沒有核廢。

### 519終結核電大遊行
2013年5月19日，台灣反核行動聯盟發起519終結核電大遊行於519下午兩點遊行從國父紀念館遊行到達凱道。 
活動聲明：
立法院國民黨核四停建公投提案於4/26通過逕付二讀，並交由黨團協商，若逾一個月無法達成共識，將進行表決。在公投法高投票率門檻的規定之下，此項公投恐將扭曲反核民意而為核四續建背書。為再次宣示我們反核的主張和要求，並對執政黨施壓，我們計畫於總統就職周年前一日再上街頭，舉辦反核遊行。
519遊行活動名稱為:「519反核行動-終結核電大遊行」,主訴求為:立即停建核四和反對鳥籠公投。遊行時間規劃為:14:00集合,15:00出發,17:00到達凱道，晚會開始到20:00結束；後移至立法院持續進行「反核四、飢餓24」接力靜坐禁食活動。

## 2014年

### 308全台廢核大遊行
2014年3月8日，由多個反核團體所組成的全國廢核行動平台，在309廢核大遊行即將屆滿一週年，同時也是福島核災三週年前夕，再次發起「全台廢核大遊行」表達反核立場。

### 2014年4月底林義雄絕食相關反核行動
2014年4月15日，前民進黨主席林義雄公開宣布自22日起禁食，要求停建核四，並呼籲台灣人民一同敦促政府。
2014年4月25日，時任民進黨主席的蘇貞昌，與時任中華民國總統的馬英九，在總統府進行了一場九十分鐘的公開會談。會談內容係針對核四存廢與公投門檻作討論。蘇要求立即停建核四，馬回應立刻停建影響太大，所以兩人討論的唯一共識是「全民公投決定核四存廢」。
總統府發言人李佳霏表示，核四早已實質停工，因為2013年二月朝野協商為「核四案公民投票有結果前，不辦理追加預算，不放置燃料棒，另有關2012年度預算及2013年度預算之執行，除已發包及安全檢測工作外，暫停施工」。
柯文哲於當年4月26日受訪時表示，核四若真的停建，是問題的開始而不是結束，因為核四爭議三十年來，政府從來沒有提出能源問題的因應對策，臺灣朝野都需好好思考；對於國民黨提出「建好再封存」的主張，柯的評論是：「很像是貪官污吏的想法」。
臺灣電力公司副總經理李鴻洲於2014年4月26日召開記者會時稱，若現在停建核四，臺電將立刻破產。因為臺電目前的累積虧損已達新臺幣2068億元，再加上廢除核四的損失兩千多億元，將遠超過臺電3300億元的資本額，依照中華民國公司法第211條規定：「公司資產顯有不足抵償其所負債務時，董事會應即聲請宣告破產」。而臺電一旦破產時，臺灣民眾的用電將會受影響。
NHK以為題作了報導。報導稱，建設核電廠的利弊已成為臺灣人的爭議，臺灣民間組織進行了在馬英九政權未妥協前將一直持續下去的靜坐，臺灣的警方說有大約8500人參與。
此期間發生許多反核相關活動如下:

#### 422公投盟與環保聯盟立法院抗議
2014年4月 22日，公投盟與環保聯盟群眾於立法院外抗議，發生多次肢體衝突。群眾後來聚集於在青島東路和鎮江街口與警方對峙。晚間10時15分，群眾開始突破拒馬，蔡丁貴與聲援民眾黃燕茹、王奕凱等人亦遭警方帶走。過程中發生推擠衝 突，群眾要求警方放人。警方舉牌警告，呼籲群眾勿再推拒馬。晚間11時20分左右，警方改以全副武裝的鎮暴警察負責維安工作，嚴密注意群眾，晚間警方共4 度舉牌警告。23日零時5分，警方讓醫護人員和律師穿越拒馬，探視蔡丁貴狀況，救護車也載走2位受傷民眾前往和平醫院救治。群眾仍在現場抗議。

#### 422廢核光點行動
2014年4月22日，台灣防衛隊在台北市大安森林公園發起廢核光點行動。23日，防衛隊成員之一小韋受訪時表示，廢核行動接力到後天的四二六凱道反核路跑，希望各界都來支持「停建核四、還權於民」。

#### 423「人民作主 停建核四」行腳活動
2014年4月23日，推動公投權的「人民作主」運動發起「人民作主 停建核四」行腳活動，每天從義光教會附近的大安森林公園出發，行腳到立院，並繞行立院7圈，再折返義光教會。23日上午開始第一天行腳活動，民進黨主席蘇貞昌、前行政院長謝長廷、張俊雄也率同民進黨公職參加。行腳開始前，「人民作主」發表「惡僕欺主，奪我民權」聲明，指稱掌權者毫無羞恥、違反民意、展露野 心，他們再也不能沉默，「掌握台灣命運的是台灣人民，當人民要回權利，層層拒馬築起的城牆終究還是會倒下」。聲明強調，立院是代表民意的最高機關，今天執 政當局背離民意，唯一能制衡獨裁政權的就是國會，主流民意站在反核這一邊，朝野立委應拿出良心，採取行動，落實非核家園的全民共識。

#### 423廢核行動平台 國民黨部抗議
2014年4月23日，全國廢核行動平台 （页面存档备份，存于）號召約300名群眾，在將於下午舉行中常會的國民黨中央黨部前抗議。群眾要求國民黨馬英九停建核四，正視廢核多數民意，不要 再以假安檢及鳥籠公投欺瞞大眾。反核群眾高舉「安檢已死」、「民主回魂」標語，要求核四停建，核一、二、三盡速退役；下修鳥籠公投法門檻。國民黨派出社會工作部副主任王明城出面接受陳情書，但抗議人士質疑層級低，王明城在警力保護下，返回中央黨部。平台成員還揮舞著寫有馬英九、江宜樺名字的「招魂幡」，在現場舉行「招魂儀 式」。全國廢核行動平台亦提出最後通牒：如果國民黨、馬英九、江宜樺在24日仍未回應停建核四主張，26日將攻佔凱道、包圍總統府。

#### 424反核四佔領凱道
同日在同一地點進行的活動，由不同團體發起，但訴求相同。
- 綠色公民行動聯盟
- 公投護台灣聯盟

#### 424「2014、停建核四、一人一扣、守護生命、前進凱道」
2014年4月24日晚間，民進黨發起「2014、停建核四、一人一扣、守護生命、前進凱道」活動，號召民眾上街，沿義光教會前信義路至景福門前。晚間7點半左右凱道已經湧入數百位民眾，志工也以蠟燭排成「命」字，並點燃「命」之火，象徵守護林義雄的生命。晚間20時14分，現場民眾手牽手、開啟手機燈光照亮信義路，高喊「一人一叩，守護生命」、「2014，終結核四」，民進黨主席蘇貞昌、民進黨團總召柯建銘也紛紛到場高舉手機、將LED燈光投向天空，以展現人民要求「2014、停建核四」的決心。前主席蔡英文、前行政院長謝長廷等，也都出席這場聲援活動，並一起在凱道上，以民進黨團用燭光排出的「命」字靜坐，黨團更以綠色雷射光，將「反核」「終結核四」字樣打在府上，盼馬英九總統聆聽民意。  

#### 424「不要核四，五六運動」守夜
2014年4月24日晚間6時起，全國廢核行動平台、反核四五六與藝文界人士在自由廣場牌樓下發起守夜。由導演柯一正發起的反核四五六定期於週五舉行的「不要核四，五六運動」提前一天舉行。現場號召民眾連署「終結核電」，還提供簽名布條、攝影帳棚等，讓民眾留念。反核民眾6時陸續步入自由廣場或坐或站，至晚間8點為止已達300多位。大批藝文界人士前往聲援，發表短講，包括作家李昂、廖玉蕙、小野、楊索、向陽、吳晟、番紅花，音樂人陳明章、拷秋勤樂團，電影監製李烈、教授張小虹、導演鴻鴻等超過30位藝文界人士現身。  

#### 426核輻大逃殺路跑
原訂於3月29日舉行，後因為太陽花學運進行中（3月18至4月10日），故改選定在4月26日，主要發起者有:
1. 台灣環境保護聯盟
2. 民主進步黨
3. 爸爸非核陣線：2013年8月8日成立的NGO，知名成員有九把刀、小野、蔡康永、魏德聖、馬志翔等人。[32]

4月26早上7點，約六至七千名民眾在凱達格蘭大道集結後開跑，當中有蘇貞昌、臺灣藝人雞排妹、紀政與「爸爸非核陣線」創辦人簡志忠到場參與路跑或致意。路跑過後，有約二至三千人進行人體排字。

#### 426凱道反核
2014年4月26日，臺灣民眾於凱達格蘭大道與周遭道路進行反核運動。其後第二天的4月27日至4月28日清晨，由於抗議群眾不願離開，警方進行了強制驅離，因而引發了警民衝突。
26日凱道前的晚會上，主辦單位首次宣布將會在遊行行經台北火車站前的忠孝西路時，發動佔領行動、癱瘓火車站前的交通。

#### 427佔領忠孝西路反核
4月27日下午3點行佔領忠孝西路動正式展開，而警方也事先以路障方式，只開放2個車道讓民眾進入，但在下午4點，指揮台下令群眾跨過路障，忠孝西路10個車道隨即被數萬名群眾佔領，警方在舉牌三次要求解散不成之後，決定暫時收隊。另一邊公投盟也從立院方向進入佔領忠孝、中山南路口，兩邊在警方撤守後連成一線。下午5點，廢核平台依原訂計畫，在忠孝西路進行核災模擬。而後，帳篷、睡袋等物資陸續進駐準備進行長期抗戰。晚間10點半，台北市長郝龍斌召開記者會，強調在28日清晨前，「會用一切方式，讓台北市民的生活及交通恢復常態，任何可能的事情都會做」。約在凌晨3點，警方出動鎮暴警察及兩台鎮暴水車，自館前路一端開始強制驅離，並與抗議民眾多次發生推擠，約在早上7點完全清空，期間鎮暴水車至少噴水50次。

## 2015年

### 314反核遊行

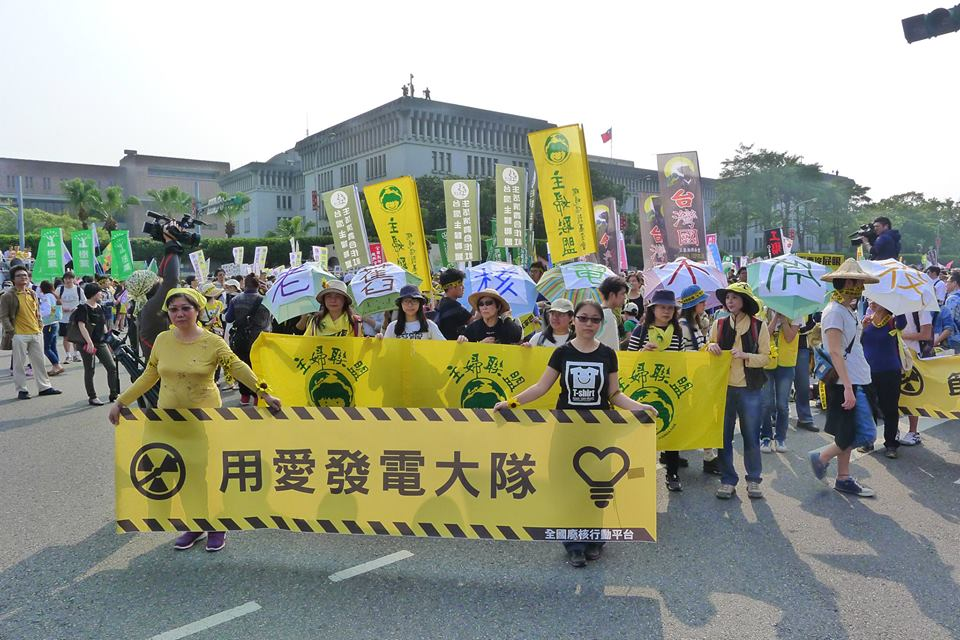
反核遊行「用愛發電」標語

2015年3月14日，由公民團體組成的全國廢核行動平台發起的反核遊行同時於台北、台南與高雄舉行，其中台北遊行路線從凱達格蘭大道出發，經由中山南路、青島西路、公園路、忠孝西路、重慶南路，最後再回到凱達格蘭大道；這次遊行台北場大約三萬人，高雄場大約一萬三千人，台南場約七千人。
主婦聯盟環境保護基金會於本次遊行提出「用愛發電」的標語，815全臺大停電後常被立場不同的人士拿來調侃。

## 2018年

### 311廢核大遊行
2018年3月11日，由許多公民團體組成的反核遊行於台北市凱達格蘭大道舉行，包含工作人員與警力約有2000人參加，是截至目前（2018年3月12日）為止人最少的一次。
鹽寮反核自救會會長吳文樟表示核四應立即停建，其原址應改為學校、醫院或迪士尼樂園。

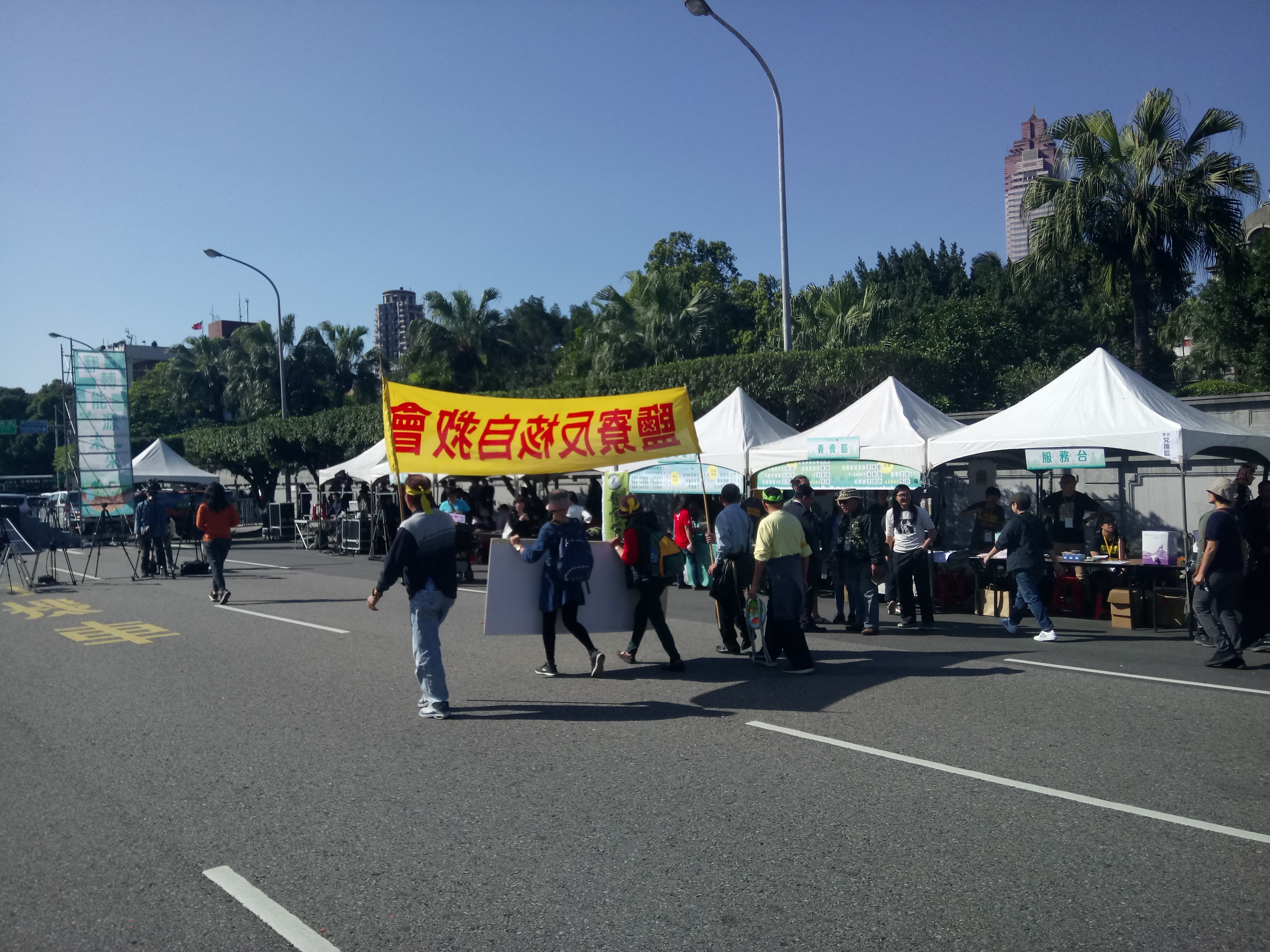
鹽寮反核自救會
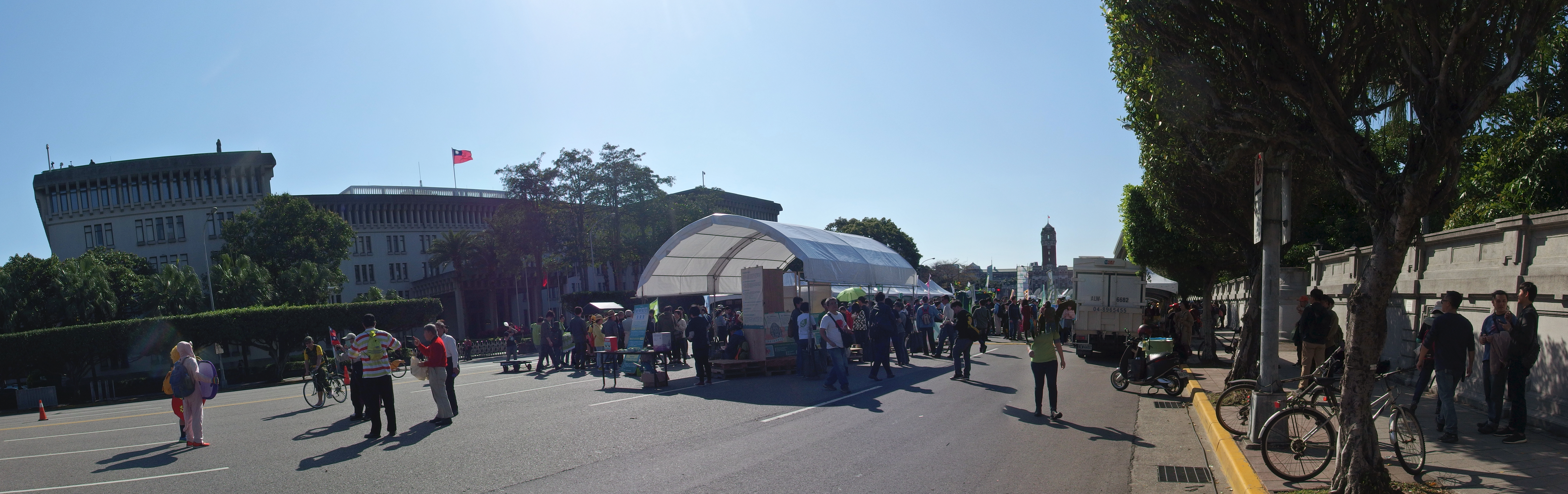
311廢核大遊行
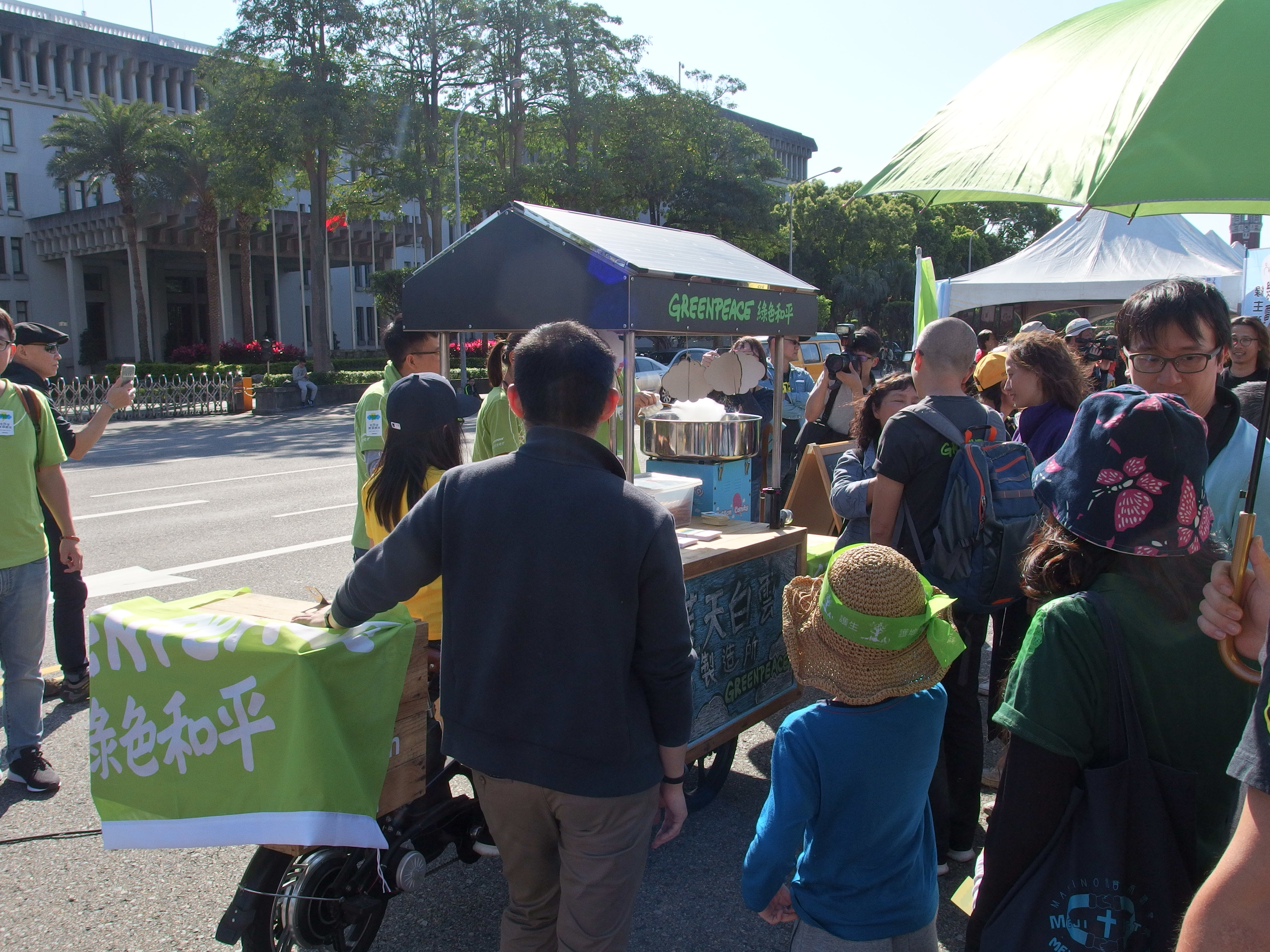
腳踏棉花糖機
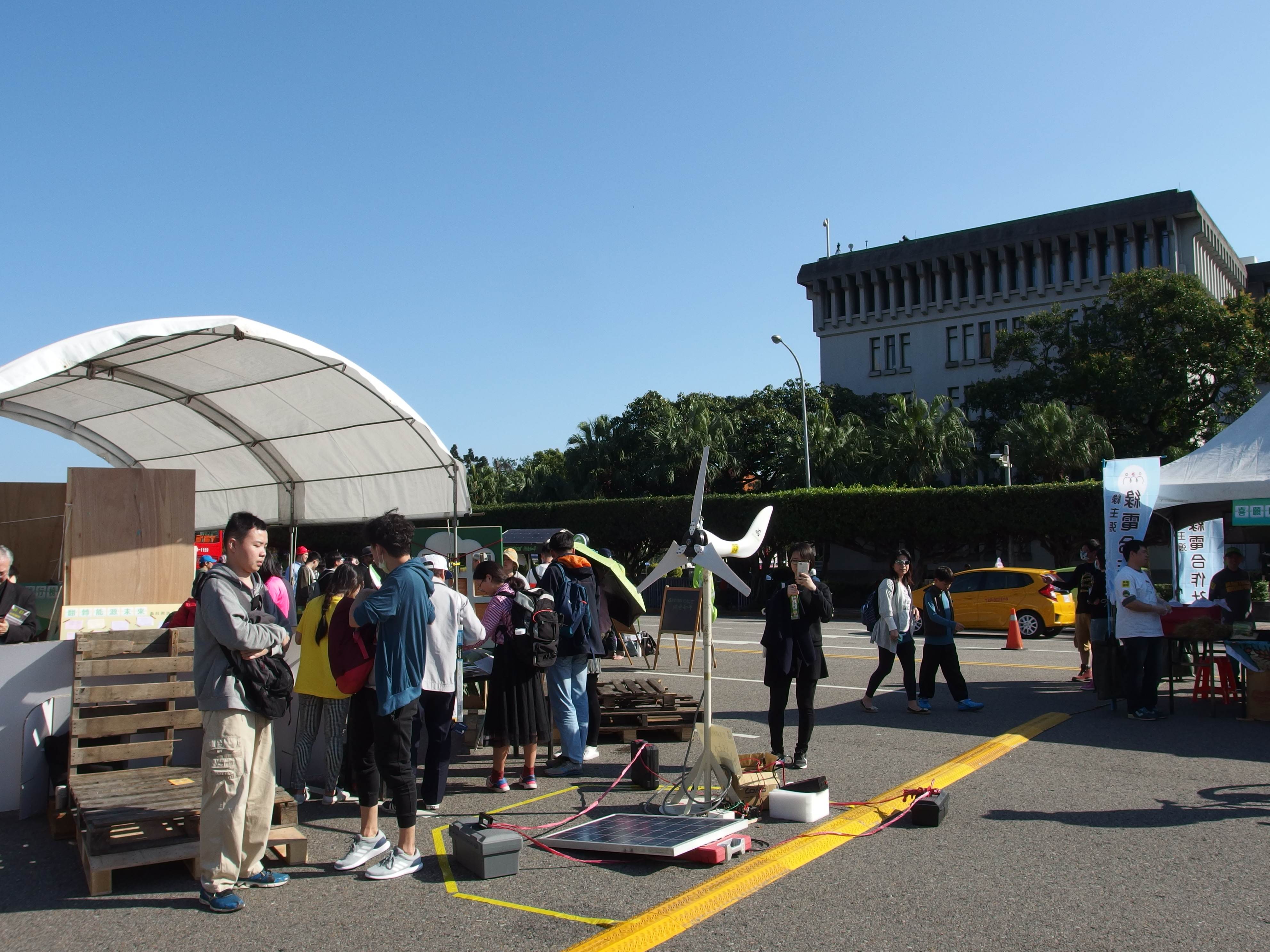
小型風力發電與太陽能發電設備

## 2019年

### 427廢核大遊行
2019年4月27日，為了紀念車諾比核災33週年，全國廢核行動平台選在4月27日舉辦廢核遊行，遊行在台北、高雄兩地登場，台北遊行主軸為「告別核電、風光明媚」，除了提出老舊核電廠不應延役、核四應該廢除、在解決核廢處置前不使用核電外，也應努力發展綠能等訴求。根據主辦單位統計，台北場有上萬人走上街頭，表達不要核電、要綠能的決心。